# Лісозаготівельний комбайн

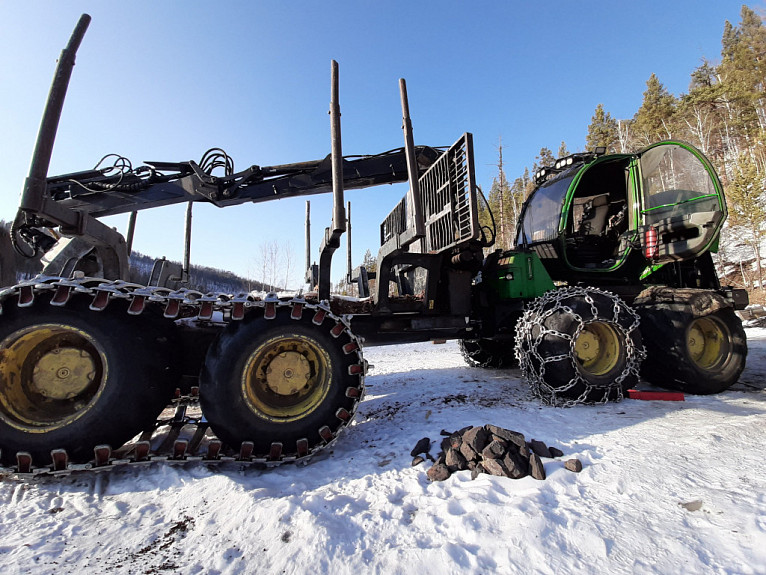
Лісозаготівельний комплекс (харвестер) за роботою. Бурятія, Росія

Гарвестер (англ. harvester — «збирач урожаю», «комбайн») — самохідна, багатоопераційна лісозаготівельна машина, на колісній або гусеничній базі.
Гарвестери призначені для виконання комплексу лісосічних операцій: валка, обрізка сучків, розкряжування та пакетування сортиментів на лісосіці, при проведенні як суцільних рубок, так і при вибіркових рубках і рубках догляду. Керування ним здійснюється одним робітником.

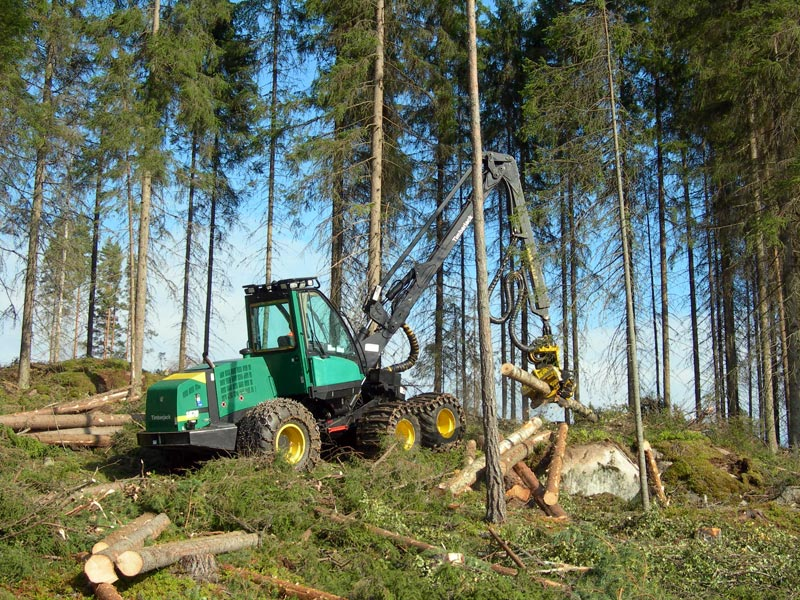

## Принцип роботи
Гарвестер поєднує в собі захватний механізм, зрізуючий пристрій для валки дерева, механізм обрізання сучків (протяжний механізм і сучкоріжучі ножі), механізм відмірювання довжин і розкряжовуючий механізм (зазвичай, та ж пилка, що використовується і для валки). Всі ці дії виконує так звана гарвестерна головка.
Лісоруб перебуває у захищеній кабіні машини, що підвищує безпеку при лісозаготівлі. Використання гарвестерів дозволяє мінімізувати шкоду довкіллю. Внаслідок того, що гарвестер здійснює розріз стовбурів на частини, для вивозу деревини можна використовувати менш потужну, малогабаритну колісну техніку, яка зберігає життєздатний підріст.